# Olenino
Olenino (in russo Оле́нино?) è un insediamento di tipo urbano della Russia europea nell'oblast' di Tver'; è il centro amministrativo del rajon Oleninskij.
Si trova 178 km a sud-ovest di Tver'.